# Kagoma (vattendrag i Burundi, Gitega)
Kagoma är ett vattendrag i Burundi.   Det ligger i provinsen Gitega, i den centrala delen av landet, 60 kilometer öster om huvudstaden Bujumbura.
Omgivningarna runt Kagoma är en mosaik av jordbruksmark och naturlig växtlighet. Runt Kagoma är det tätbefolkat, med 459 invånare per kvadratkilometer.